# Virginia Kirtley
Virginia Kirtley, nata Virginia Saffell (Bowling Green, 11 novembre 1888 – Sherman Oaks, 19 agosto 1956), è stata un'attrice e sceneggiatrice statunitense.
Era sposata con l'attore Eddie Lyons.

## Filmografia
- The Carbon Copy, regia di David Miles - cortometraggio (1913)
- Love and Rubbish
- The Girls and Dad, regia di Al Christie - cortometraggio (1913)
- The Riot, regia di Mack Sennett - cortometraggio (1913)
- Mabel's New Hero, regia di Mack Sennett - cortometraggio (1913)
- Mabel's Dramatic Career, regia di Mack Sennett - cortometraggio (1913)
- The Bowling Match, regia di Mack Sennett - cortometraggio (1913)
- A Healthy Neighborhood, regia di Mack Sennett - cortometraggio (1913)
- A Quiet Little Wedding, regia di Wilfred Lucas - cortometraggio (1913)
- The Janitor
- A Ride for a Bride
- His Sister's Kids, regia di George Nichols - cortometraggio (1913)
- A Bad Game, regia di Mack Sennett - cortometraggio (1913)
- He Would a Hunting Go, regia di George Nichols - cortometraggio (1913)
- A Flirt's Mistake, regia di George Nichols (non accreditato) - cortometraggio (1913)
- In the Clutches of the Gang, regia di George Nichols - cortometraggio (1914)
- Rebecca's Wedding Day, regia di George Nichols - cortometraggio (1914)
- Charlot giornalista (Making a Living), regia di Henry Lehrman - cortometraggio (1914)
- Brass Buttons, regia di William Desmond Taylor - cortometraggio (1914)
- Love Knows No Law, regia di Frank Cooley - cortometraggio (1914)
- In the Vale of Sorrow, regia di Frank Cooley - cortometraggio (1915)
- The Spirit of Giving, regia di Frank Cooley - cortometraggio (1915)
- Robert Thorne Forecloses, regia di Burton L. King - cortometraggio (1915)
- A Girl and Two Boys, regia di Frank Cooley - cortometraggio (1915)
- Evan's Lucky Day, regia di Frank Cooley - cortometraggio (1915)
- The Hut on Sycamore Gap, regia di Burton L. King - cortometraggio (1915)
- Which Would You Rather Be?, regia di Frank Cooley - cortometraggio (1915)
- Mrs. Cook's Cooking, regia di Frank Cooley - cortometraggio (1915)
- The Happier Man, regia di Frank Cooley - cortometraggio (1915)
- The Constable's Daughter, regia di Frank Cooley - cortometraggio (1915)
- The Haunting Memory, regia di Frank Cooley - cortometraggio (1915)
- The Doctor's Strategy, regia di Frank Cooley - cortometraggio (1915)
- In the Mansion of Loneliness, regia di Frank Cooley - cortometraggio (1915)
- When the Fire Bell Rang, regia di Frank Cooley - cortometraggio (1915)
- Tricked
- The First Stone, regia di Frank Cooley - cortometraggio (1915)
- The Once Over, regia di Fred Cooley - cortometraggio (1915)
- Persistence Wins, regia di Frank Cooley - cortometraggio (1915)
- Iole the Christian, regia di Burton L. King - cortometraggio (1915)
- Oh, Daddy!, regia di Frank Cooley (come Fred Cooley) - cortometraggio (1915)
- The Honor of the Camp, regia di Burton L. King - cortometraggio (1915)
- No Quarter, regia di Frank Cooley - cortometraggio (1915)
- The Voice of Eva, regia di Burton L. King - cortometraggio (1915)
- The Reaping, regia di Burton L. King - cortometraggio (1915)
- The Face Most Fair, regia di Frank Cooley - cortometraggio (1915)
- Her Career, regia di Burton L. King - cortometraggio (1915)
- Dreams Realized, regia di Frank Cooley - cortometraggio (1915)
- The Last of the Stills, regia di Burton L. King - cortometraggio (1915)
- Two Brothers and a Girl, regia di Burton L. King - cortometraggio (1915)
- Mother's Birthday, regia di Burton L. King - cortometraggio (1915)
- Polishing Up Polly, regia di Burton L. King - cortometraggio (1915)
- On the Border - cortometraggio (1915)
- The Way of a Woman's Heart - cortometraggio (1915)
- 'Neath Calvary's Shadows, regia di William Robert Daly - cortometraggio (1915)
- The Bridge of Time, regia di Frank Beal - cortometraggio (1915)
- Their Sinful Influence, regia di Lloyd B. Carleton - cortometraggio (1915)
- The Love of Loti San, regia di Lloyd B. Carleton - cortometraggio (1915)
- The Buried Treasure of Cobre, regia di Frank Beal - cortometraggio (1916)
- Virtue Triumphant, regia di William Robert Daly - cortometraggio (1916)
- The Grinning Skull, regia di George Nichols - cortometraggio (1916)
- A Law Unto Himself, regia di Robert Broadwell (1916)
- The Regeneration of Jim Halsey, regia di Colin Campbell - cortometraggio (1916)
- The Comet's Come-Back, regia di William Bertram - cortometraggio (1916)
- Power of the Cross, regia di Burton L. King - cortometraggio (1916)
- Converging Paths, regia di Burton L. King - cortometraggio (1916)
- Only a Rose, regia di Burton L. King - cortometraggio (1916)
- Out of the Shadows, regia di Burton L. King - cortometraggio (1916)
- So Shall Ye Reap, regia di Burton L. King - cortometraggio (1916)
- The Girl Detective, regia di Burton L. King - cortometraggio (1916)
- Hedge of Heart's Desire, regia di Burton L. King - cortometraggio (1916)
- The Purchase Price, regia di Burton L. King - cortometraggio (1916)
- The Road to Fame, regia di Burton L. King - cortometraggio (1916)
- The Right Hand Path, regia di Burton L. King - cortometraggio (1916)
- In Payment of the Past, regia di Burton L. King - cortometraggio (1917)
- The Making of Bob Mason's Wife, regia di Burton L. King - cortometraggio (1917)
- The Last of Her Clan, regia di Burton L. King - cortometraggio (1917)
- The Return of Soapweed Scotty, regia di Burton L. King - cortometraggio (1917)
- The Framed Miniature, regia di Burton L. King - cortometraggio (1917)
- The Font of Courage, regia di Burton L. King - cortometraggio (1917)
- The Heart of Jules Carson, regia di Burton L. King - cortometraggio (1917)
- Love's Victory, regia di Burton L. King - cortometraggio (1917)
- Who Shall Take My Life?, regia di Colin Campbell (1917)
- The Midnight Adventure, regia di Duke Worne (1928)